# Lucy May
Lucy May (jap. 南の虹のルーシー Minami no niji no rūshī) – japoński serial anime wyprodukowany w 1982 roku przez Nippon Animation. Serial należący do cyklu World Masterpiece Theater. Zrealizowany na podstawie powieści Phyllis Piddington Southern Rainbow wydanego w 1840 roku.

## Wersja polska
W Polsce emitowany był na kanałach Polonia 1, Polsat i Polsat 2 z japońskim dubbingiem i polskim lektorem, którym był Lucjan Szołajski.

## Opis fabuły
Serial anime opowiada o małej dziewczynce zwanej Lucy, która wraz z rodziną wyjeżdża z Anglii do Australii, aby rozpocząć zupełnie nowe życie. Dla Lucy i jej siostry Jane podróż i przybycie do nowego miejsca, które ma stać się ich domem jest wielką przygodą.